# 詹姆斯·斯蒂文斯
詹姆斯·斯蒂文斯（英語：James William Stevens；1983年3月27日—）是澳大利亞的一位政治家，所屬政黨是澳大利亞自由黨。他在2019年澳大利亞聯邦大選當選史都華選區的澳洲眾議院議員。